# Walsura robusta
Walsura robusta är en tvåhjärtbladig växtart som beskrevs av William Roxburgh. Walsura robusta ingår i släktet Walsura och familjen Meliaceae. Inga underarter finns listade i Catalogue of Life.